# Jacques Coitier
Jacques Coitier est né vers 1430 à Poligny en Franche-Comté et mort le 22 octobre 1506 à Paris. Il fut premier médecin de Louis XI et aussi président de la Chambre des comptes.
Son nom a été diversement orthographié, le plus souvent Coictier, mais aussi Coittier, Cotier, Coytier ou Coctier. C'est l'analyse approfondie de ses signatures par Achille Chéreau qui a permis de la fixer en Coitier, nom sous lequel il est le plus souvent cité dans les annales médicales. 

## Biographie

### Des origines incertaines
Peu d'informations nous sont parvenues de la naissance de Jacques Coitier, sinon qu'elle eut lieu vers 1430 à Poligny, petite ville du comté de Bourgogne. On en sait aussi peu sur son enfance dans un milieu bourgeois que sur la faculté qui lui délivra son titre de docteur. Les recherches effectuées à la faculté de médecine de Paris ainsi qu'à celle de Montpellier sont restées vaines. On peut éventuellement envisager la faculté de Dole, comtoise, mais le premier client attitré de Coitier ayant été Philippe de Bresse, fils du duc de Savoie Louis Ier et beau-frère de Louis XI, incarcéré à Loches de 1463 à 1466, il est également possible qu'il ait fait ses études en Italie, peut-être à Turin. On peut alors penser que c'est à cette occasion qu'il fut remarqué par Louis XI. C'est en tous cas à cette époque que celui-ci l'engagea comme médecin personnel pour 400 livres tournois par an.

### Mariage
Jacques Coitier épouse Marguerite Le Clerc, fille de Jean Le Clerc, écuyer, seigneur du Tremblay, conseiller au Parlement de Paris, et de Catherine de Vaudetar. Elle était l'arrière-grand-tante du père Joseph, né François Le Clerc du Tremblay, l'éminence grise de Richelieu
Tous deux n'eurent pas d'enfant.

### Médecin de Louis XI
L'ascension du médecin dans les faveurs du roi  fut rapide et son emprise sur le souverain dura pendant les dix-sept ans qui suivirent, jusqu'au décès de Louis XI, le 30 août 1483. Outre ses indéniables talents médicaux, le docteur Coitier sut trouver la faille de son protecteur, notoirement connu pour son caractère hypocondriaque et sa superstition. Il sut le convaincre que sa santé était précaire et que lui seul pouvait le maintenir à l'abri d'une mort précoce. Si l'on en croit Philippe de Commines, il traitait sans ménagement son royal patient :

« Il avoit son médecin, appelé maistre Jacques Coctier, à qui, en cinq mois, il donna cinquante quatre mil escus comptans (qui estoit à la raison de dix mil escus le mois) et l'évesché d'Amyens pour son neveu, et autres offices et terres pour luy, et pour ses amys. Ledit médecin luy estoit si bien rude, que l'on ne diroit point à un valet les outrageuses et rudes paroles qu'il luy disoit, et si le craignoit tant ledit seigneur, qu'il ne l'eust osé renvoyer hors d'avec luy, et si s'en plaignoit à ceux à qui il parloit ; mais il ne l'eust osé changer comme il faisoit tous autres serviteurs, parce que ledit médecin luy disoit audacieusement ces mots : « Je scays bien qu'un matin vous m'envoyerez comme tant d'autres, mais par la… [un grand serment qu'il juroit], vous ne vivrez point huit jours après. » De ce mot-là s'espouventoit tant qu'après ne faisoit que flatter. »

Ce qui fit écrire à Voltaire ce jugement aussi abrupt que définitif : 

« L'impudent charlatanisme du médecin était aussi grand que l'imbécillité de Louis XI et son imbécillité était égale à sa tyrannie. »

### Les faveurs royales
Si ces connaissances médicales sont attestées par une vingtaine de lettres qui lui furent envoyées, il sut tirer d'immenses profits de sa situation auprès du roi mais aussi de beaucoup d'autres ; Louis XI le couvrant d'or, de titres et d'honneurs à chaque occasion. La première faveur royale fut sa naturalisation accordée par une ordonnance en août 1473 :
« Louis XI, par la grâce de Dieu, roi de France. Savoir faisons à tous, présent et avenir. Nous avons reçu l'humble supplication de notre ami et féal conseiller et médecin ordinaire, Maître Jacques de Coitier, écuyer, docteur en médecine, natif de Poligny au comté de Bourgogne, compte tenu qu'il est venu depuis demeurer en notre royaume auquel il s'est depuis tenu et vit encore à notre service, y a acquis des biens, en espérant d'y faire sa résidence toute sa vie. »

Suivirent sa nomination comme clerc à la Chambre des comptes (30 septembre 1476), son anoblissement (14 juillet 1478), la vice-présidence de ladite Chambre (1480), la charge de bailli et concierge du Palais (septembre 1482), puis, enfin, sa nomination à la présidence à cette Chambre des comptes, le 17 octobre 1482, après en avoir fait destituer son prédécesseur, Jean de la Drièche.
 
En outre, il reçut la châtellenie de Rouvres, domaine des derniers ducs d'une Bourgogne désormais rattachée au royaume (mai 1482), les châtellenies de Saint-Germain-en-Laye, Poissy, Triel et Saint-James (septembre 1482), celles de Grimont et de Poligny (novembre 1482). Toujours en novembre 1482, il reçut la clergie et le greffe du bailliage d'Aval. L'année suivante, il reçut encore, toujours en Bourgogne, les châtellenies de Saint-Jean-de-Losne et de Brazey (février 1483)... Au regard des dates, on s'aperçoit que la plus grande partie de ces bénéfices ont été accordés dans les derniers mois de la vie du souverain, alors qu'il était déjà gravement malade.
À la mort de Louis XI, le parlement cassa la donation faite par le roi et rendit à la couronne les propriétés aliénées.

### Après Louis XI
À la mort de Louis XI (30 août 1483), qu'il assista jusqu'au dernier moment, Jacques Coitier était si riche qu'il put prêter à Charles VIII 23 100 livres tournois qui lui furent remboursées par annuités. Ce dernier le rétrograda au titre de vice-président de la Chambre des comptes mais en lui conservant ses autres titres et possessions et en lui reconnaissant :
« Les grands et agréables services que Maitres Jacques de Coitier a fait a feu notre seigneur et père, durant sa maladie, en grande cure, peine, travail et assiduité de sa personne, de jour et de nuit. » À son tour, Louis XII lui conserva les mêmes avantages.

Jacques Coitier avait acquis en 1482, de ses propres deniers cette fois, la seigneurie de Nonneville à Aulnay et un terrain à Paris, à l'extrémité de la rue Saint-André-des-Arts, où il fit construire la maison dite « de l'éléphant » où il se retira en 1490. Cette demeure, construite en 1490 et détruite en 1735, était ainsi désignée parce qu'au-dessus de la porte donnant sur la rue Saint-André-des-Arts était sculpté un éléphant portant une tour. On y trouvait également ses armes (un abricotier) sculptées sur la porte, dans lesquelles l'historien Germain Brice (1652-1727) voyait un calembour avec « abri-Coitier », ainsi que des effigies de la sainte Vierge, de saint Jacques et d'un évêque non identifié avec l'inscription suivante :
JACOBUS COYTIER MILES ET

CONSILIARIUS AC VICE-PRÆSES 

CAMARE COMPUTORIUM

PARISIENSIS

AREAM EMIT, ET IN EA

ÆDIFICATVIT HANC DOMUM

ANNO 1490
Il y mourut le 22 octobre 1506 et fut inhumé en l'église Saint-André-des-Arts, sous les dalles d'une chapelle dédiée à Saint-Nicolas et Saint-Claude qu'il y avait fait ériger le 10 juin 1491 et où furent aussi inhumés après lui des descendants de la famille Le Clerc du Tremblay.
En 1504, lui et son épouse avaient substitué en la maison des Le Clerc le fief et seigneurie de Nonneville et Aulnay en France, au profit de leur neveu, Jacques Le Clerc, écuyer, plus tard conseiller au Parlement de Paris, et ses enfants. La descendance de Jacques Le Clerc, avec la famille de Gourgues à partir du XVIIe siècle, conserve la terre et le château d'Aulnay sous Bois jusqu'au début du XXe siècle.

## Armes
| Blason de Jacques Coitier | Les armes de Jacques Coitier se blasonnent ainsi : D'or à l'abricotier de sinople |

## Dans la littérature
Jacques Coitier, orthographié Coictier, est un personnage secondaire important du roman Notre-Dame de Paris de Victor Hugo.